# Briarcliff Manor
Briarcliff Manor (en anglais : [ˈbraɪəɹklɪf]) est un village américain situé dans le comté de Westchester, dans l’État de New York. Il comptait 7 867 habitants lors du recensement de 2010.

## Personnalités liées au village
- Frank A. Vanderlip (1864-1937, un banquier américain qui résida à Briarcliff Manor dans sa propriété de Beechwood.
- Marie Grice Young (1876-1959), une pianiste américaine ayant survécu au naufrage du Titanic